# Guerra entre Artigas i el Directori
La Guerra entre Artigas i el Directori (1814-1820) va ser el primer conflicte intern dels successos entre 1814 i 1880 als que la República de l'Argentina es va veure sotmesa. Va enfrontar al cabdill Oriental José Artigas amb el govern central, de tendència centralista, dirigit des de la ciutat de Buenos Aires.
El resultat d'aquesta llarga guerra civil va ser la dissolució del govern central - L'Argentina no tindria cap altre govern durant trenta-dos anys- però també la caiguda de part del territori argentí sota dominació portuguesa i la desaparició política d'Artigas.

## Enfrontament d'Artigas amb el directori
José Artigas era un oficial del cos de Blandengues, unes milícies de la Banda Oriental, la incorporació del qual al partit independentista va animar a molts orientals a unir-se-li. Al capdavant d'ells va vencer a la batalla de Las Piedras (1811), iniciant el setge de la ciutat de Montevideo. Aquest fet va permetre iniciar la identificació de la Banda Oriental com un territori unificat, ja que fins llavors estava dividit en tres administracions diferents.
Quan el Primer Triumvirat va acordar una pau amb el virrei Elío, per la qual se li entregava tota la Banda Oriental als realistes, els orientals van rebutjar el pacte, nombrant a Artigas Cap dels Orientals i es van retirar cap al Riu Uruguai, fet conegut com a l'Èxode Oriental.
A principis de l'any vinent es va re-iniciar el setge, sota el comandament de José Rondeau, que junt amb Manuel de Sarratea es van dedicar a prendre-li a Artigas als seus millors oficials, iniciant una crisis que arribaria lluny. De totes maneres, Artigas es va unir al setge poc després de la batalla del Cerrito.
El Segon Triumvirat va convocar a l'Assemblea de l'Any XIII. Amb un cert retard a causa de la guerra, el poble oriental va ser convocat al Congrés de Tres Creus, on van ser elegits els representants de la Banda Oriental. Al enviar-los a Buenos Aires, el congres oriental va donar les Instruccions de l'any XIII de reclamar la independència absoluta d'Espanya, organitzar l'estat de forma federal, fent que els governadors fossin elegits per cada província, separar els tres poders de l'Estat, establir formalment la Província Oriental i ficar la capital fora de la ciutat de Buenos Aires. Això últim es devia als antics conflictes polítics i comercials de Montevideo amb la capital del virregnat.
La hipòtesi que sostenia Artigas era que tots els pobles tenien els mateixos drets i la capital era només la residència de les autoritats elegides per les províncies. Això és que la revolució no era només un canvi d'amos, en què els pobles haguessin passat de ser súbdits dels espanyols a súbdits de Buenos Aires.
L'assemblea, que ja havia començat les sessions, estava dominada per la Lògia Lautaro, grup dirigit per Albear, que no va acceptar les instruccions als diputats orientals. Amb excuses poc convincents, van rebutjar als diputats i va ordenar realitzar noves eleccions. Rondeau va organitzar el congrés de la Capella de Maciel, que va ignorar les autoritats d'Artigas, es va sotmetre a la voluntat del general Rondeau i va elegir diputats relacionats amb la Lògia.
En resposta a aquests fets, Artigas va consolidar les seves relacions a l'interior de la Banda Oriental i a Entre Rios i Corrientes. I es va preparar per al futur enfrontament obert.

### La ruptura i l'inici de la guerra
El 31 de desembre del 1813 Artigas va ser informat pel cabdill de Buenos Aires José Pastor Herenyú i Redruello que la situació a Entre Rios li era favorable per a una revolta. Abans d'abandonar el setge de Montevideo, Artigas va destacar a Fernando Ortorgués al sud del Riu Negre perquè reclutés a milicians a la zona de Mercedes, fet que va alarmar al capità José Pereyra de Lucena situat a Santo Domingo Soriano i al tinent coronel Blas José Pico, que des de Colònia del Sacramento va informar a Buenos Aires el 9 de gener sobre els moviments sospitosos dels artiguistes. El 20 de gener del 1814 Artigas va abandonar al setge. Anava sol, però a l'endemà mateix els seus homes - més de mil en total - van decidir seguir-lo i van deixar desprotegida l'ala dreta del setge. A més del regiment de Blandengues de Montevideo que comandava Artigas, el van seguir el Regiment d'Infanteria número tres sota el comandament de Fructuoso Rivera i els de cavalleria sota el comandament de Otorgés i de Blas Basualdo, mentre que es van quedar al setge el regiment número dos d'infanteria sota el comandament de Manuel Pagola A principis de febrer del 1814 Artigas va situar al quarter general a Belén. Com que els realistes no van voler arriscar-se a aprofitar l'oportunitat, Rondeau va tenir temps de reorganitzar el setge amb el suport de la flota de Guilllermo Brown. Pocs mesos després, les victòries d'aquest permetien bloquejar també Montevideo pel Riu de la Plata i Alvear entrava a la rendida Montevideo.
Existeixen poques constàncies documentals de l'inici de les accions militars. Se sap que hi van haver friccions entre les Montoneres d'Artigas i els soldats que es van quedar al setge durant la retirada d'aquells, destacant Artigas a Rivera a la rodalia de Montevideo per a Hostilitzar als assetjadors. I se sap també que hi van haver alguns xocs menors entre cabdills locals i les forces nacionals d'Entre Rios. L'11 de febrer del 1814 el nou director suprem Posadas va declarar a Artigas infame, privat dels seus treballs, fora de la llei i enemic de la pàtria al temps que prometia sis mil pesos a qui l'entregues viu o mort. Als primers dies de febrer del 1814 Artigas va enviar a Entre Rios, una força armada sota el comandament d'Otorguès, que es trobava situat en observació a prop de Paysandú i va travessar el riu Uruguai apoderant-se de Concepción del Uruguai mentre es posava en contacte amb els cabdills de Nogoyá, Eusebio Hereñú. Otorgués va derrotar les forces del comandant general d'Entre Ríos, Hilarión de la Quintana, en el Combat del Paso de Gualeguaychú el 13 de febrer del 1814. El 20 de febrer del 1814 Hereñú, que havia ocupat la vil·la de Paraná, va reconèixer a Artigas com a Protector dels Pobles Lliures, desconeixent la dependència de la Tenència del Govern de Santa Fe a la qual estava subjecta Entre Rios des del 1810 i va establir dret de la autonomia de la província. Posadas va ordenar al baró Eduardo Kaunitz de Holmberg que allistès a quatre-cents soldats amb artilleria a Santa fe i passés a Entre Ríos per a reunir les seves forces amb les del comandant general d'Entre Ríos, Hilarión de la Quintana. Holmberg portava instruccions d'apoderar-se com fos d'Artigas i afusellar-lo immediatament.
Holmberg imprudentment es va llençar a un ràpid avenç cap a l'interior de la província, amb el resultat que de les seves forces predominantment milicians de Santa Fe, van desertar pel camí. Va arribar a Gualeguay, on va rebre la notícia de que el cabdill Hereñú havia ocupat la Bajada del Paraná. Va tornar ràpidament i va ser derrotat per hereñú, el 22 de febrer al Combat de El Espinillo en col·laboració amb el cap Artiguista Andrés Latorre. Va ser pres presoner, però per la seva sorpresa, Artigas no només no el va fer afusellar sinó que el va deixar en llibertat uns dies més tard. Entre els presoners alliberats aquell dia hi havia el capità Estanislao López.
Els realistes de Montevideo van creure que podien comptar amb Artigas per a la seva causa, i van enviar una delegació proposant-li passar-se a la seva causa (missió Larroba-Costa). Artigas va donar una resposta cortesa però negativa. Va rebutjar totes les ofertes realistes, que li prometien càrrecs militars i fins i tot diners per tal que abandonés la causa de la independència.
La província de Misiones estava governada pel general unitari Bernardo Pérez Planes, que tenia constants problemes amb les autoritats paraguaianes. A aquest territori Artigas-hi va enviar a Blas Basualdo, un dels principals caps de l'època, que va ocupar el poble de Curuzú Cuatiá derrotant després a les forces de Pérez Plans al poble de Concepció a la batalla de La Cruz el 19 de març, de forma que els federals van passar a controlar les àrees occidentals de la província de Misiones, que connectava el litoral del Paranà al Paraguai.
La derrota unitària en Misiones va tenir repercussió immediata en la Província de Corrientes, on un pronunciament federal dirigit pel tinent de milícies Juan Bautista Méndez, va enderrocar al governador unitari Domínguez.
Amb prou feines unes escaramusses i una sola batalla, Artigas i els seus partidaris van dominar Entre Ríos. El cabdill va nomenar a Herenyú (o Erenyu) comandant de Paranà i a Blas Basualdo com a comandant del riu Uruguai.
A la mateixa època, Otorgués i José Antonio Berdún van recórrer l'interior de la província Oriental, aconseguint que tots els pobles allunyats de Montevideo es pronunciessin pel federalisme. En les mateixes viles properes a Montevideo, tals com San José, Canelones, Trinidad i Durazno, donaven suport a Artigas.

### Contraatac directorial
Mentre es produïen aquests fets, el prestigi i la influència d'Artigas continuaven creixent desmesuradament a gran part del territori provincial i Montevideo continuava a la espera de noves tropes que havien d'arribar des d'Espanya. Posadas va comprendre que la seva situació no era fàcil. Fracassat l'intent de firmar un nou armistici amb els espanyols, en termes similars als d'octubre del 1811 - Que Gaspar de Vigodet va rebutjar per no tenir la seguretat de que Artigas l'acataria - el Director va tractar d'arreglar les seves diferències amb el cap dels orientals.
A l'abril del 1814 va enviar el cabdill la missió Amaro-Candioti, amb l'objectiu de restaurar la unitat política de la causa revolucionària. El fra Mario Amaro que tenia simpaties antigues amb Artigas i Francisco Antonio Candioti, que era un important Estancier de Santa Fe, que tenia clares les inclinacions a favor de l'artiguisme. Els comissionats i Artigas van portar immediatament a un acord el 23 d'abril, sobre la base de la reivindicació d'Artigas a qui se li retornava el seu càrrec militar, se li retiraven els càrrecs de traïdor i les condemnes a mort i se li reconeixia l'autonomia de les províncies Oriental i d'Entre Ríos. Es pactava també la constitució d'una aliança ofensiva-defensiva entre la Província Oriental del Riu de la Plata i Buenos Aires.
Mentrestant Alvear va ocupar Montevideo. Com que Artigas li va reclamar que entregués la ciutat als Orientals, el va invitar a conferenciar amb ell. El cabdill va enviar per davant a Otorgués, cosa que va alegrar a Alvear, perquè com ell mateix va declarar, a Artigas no l'haguès pogut fer al·lucinar. Confiat, Otorgués va acampar a Las Piedras. A la matinada següent de prendre Montevideo, Alvear va caure sobre el campament d'Otorgués, fent una matança entre els seus homes.
Pocs dies després, Posadas va rebutjar el tractat de pau del 23 d'abril, doncs segons el punt de vista del Director, col·locava en un pla d'igualtat com si es tractessin de dos governs nacionals diferents, al de Buenos Aires i a un cabdill subordinat. Però Artigas va ser rehabilitat i declarat un bon servidor de la Pàtria, a pesar d'això el cabdill no va tornar a Montevideo. De totes maneres, per mitjà de Miguel Barreiro, es va firmar un segon tractat, el 9 de juliol, que limitava l'acord de la Província Oriental.
Mentrestant, Alvear i els seus successors governaven Montevideo, posant a la població en contra per la seva falta de tacte.
Per indicació d'Artigas, el capità Genaro Perugorría va ser enviat a Corrientes a organitzar un congrés provincial. Al arribar aquest al seu destí, va trobar que els dirigents més poderosos estaven disconformes amb el congrés, que establia una espècie de federalisme dins de la província, en donar representació als pobles de l'interior. De forma que Perugorria es va aliar a aquests en contra de Méndez i els seus aliats guaranís. al setembre davant d'una petició d'ajuda militar de part d'Artigas, es va passar a l'enemic i es va pronunciar per tornar a la obediència del Directori.
Per una altra banda, una assonada va deposar Hereñú a Paraná i el va substituir pel coronel José Francisco Rodríguez, amb el que el vencedor de El Espinillo va començar a buscar aliats que el tornessin al poder que havia deixat. En resposta a aquests dos fets, Posadas va declarar creades les províncies d'Entre Ríos i Corrientes, que ja existien a la pràctica però ara estaven fundades sota un sistema unitari.
A l'agost, una divisió enviada des de Buenos Aires, sota el comandament de Blas Pico va aconseguir expulsar a Basualdo de Gualeguaychú. Va enviar a perseguir-lo al coronel León, que el va tornar a derrotar a Mandisoví el 6 de setembre. Per a l'est i centre de la província Oriental, el coronel Manuel Dorrego va fer una campanya molt efectiva, amb el suport de José Matías Zapiola i va obtenir una important victòria a la batalla de Marmarajá, el 4 d'octubre, amb el que va poder controlar tota la costa est des de Colònia del Sacramento fins a Chuy, al límit amb Brasil. Però després d'una llarga i complicada campanya es va veure obligat a tancar-se a Colònia.
A Entre Rios, Pico va ser substituït per Juan José Viamonte, que va tornar a expulsar a Basualdo de Gualeguaychú i va enviar a Eusebio Valdenegro a perseguir-lo per segon cop. El va vèncer a Yeruá i el va expulsar de la província. Després va passar el riu Uruguai, i unit a Rafael Hortiguera, va vèncer a Otorgués a Rincón. Les directorials recuperaven el terreny perdut.

### El triomf d'Artigas
Basualdo va retrocedir cap a Corrientes, on va derrotar a Perugorria i el va enviar al campament d'Artigas. Aquest el va fer afusellar per traïció. Va ser un dels pocs enemics afusellats per ordre del cabdill. A continuació, Basualdo va avançar fins a Corrientes, va ocupar la ciutat i va reposar al seu càrrec a Méndez. Després de diverses setmanes es va retirar novament cap al sud.
Artigas va reorganitzar les seves forces a la Banda Oriental, al nord del Riu Negre. Fins allí el va anar a buscar Dorrego, que va unir les seves forces a les de Valdenegro. Però tot i així amb prou feines comptava amb vuit-cents homes, davant dels quasi dos mil dels federals. Va demanar ajuda a Viamonte, però aquest estava pràcticament assetjat pels federals - Entre els que figurava Francisco Ramírez - i no va poder aportar-li res.
Al 10 de gener del 1815, a la batalla de Guayabos o d'Arerunguá, els federals - sota el comandament de Rufino Bauzá i Fructuoso Rivera - van destrossar a l'exèrcit de Dorrego. Basualdo va ocupar Concepción de l'Uruguai, de forma que Dorrego i Viamonte van fugir a Buenos Aires.
La notícia de la derrota va arribar a Buenos Aries quan ja era director suprem Carlos de Alvear. Aquest va decidir que si Artigas i els seus homes no volien obeir al govern de Buenos Aires, és perquè volia governar una Banda Oriental independent. Va entregar Montevideo als federals el 4 de març, saquejant-la prèviament. Es va endur totes les armes, pólvora i municions, i els regiments formats per esclaus. Els comerços estaven buits i el tresor no tenia res.
A Santa Fe, el governador Eustaquio Díaz Vélez va resistir contra la població, tant perquè era de Buenos Aires i no havia estat elegit per la població, com pels impostos i contribucions forçoses que feia pagar als seus habitants.
Al 14 de març del 1815, va esclatar una revolta a la ciutat, i aquella mateixa nit van creuar a Santa Fe les forces d'Artigas i Hereñú. Encerclat a l'edifici de la duana, Díaz Vélez va haver de capitular el 24 de març. Artigas va entrar a la ciutat i va confirmar que la província entrava a la Lliga dels pobles lliures, dels quals ell n'era el protector. El 26 d'abril assumia com a governador Francisco Candioti, el príncep dels gautxos, i amic d'Artigas.

### Els autonomistes de l'interior
Incitats per la victòria d'Artigas al litoral, els federals de Córdoba van obligar el seu governador directorial a dimitir, i el cabildo va nombrar com a governador a José Javier Díaz. Aquest va anunciar a Artigas que era el seu aliat, i al govern nacional i les demés províncies que no se separava de la obediència del Director Suprem.
Si bé Díaz era un autonomista, mai va arribar a trencar amb el directori. Va enviar els seus diputats al Congrés de Tucumán, i no va impedir de cap forma les comunicacions a través de la seva província. Per altra banda, mai es va sotmetre a l'autoritat política d'Artigas.
Per aquella mateixa època hi van haver alguns moviments autonomistes a San Juan, a San Luís i a Santiago del Estero, la població dels quals eren relativament afins al federalisme artiguista, però van ser fàcilment derrotats.
La Província de Mendoza es va negar a acceptar l'autoritat del Director Alvear, referendant la del seu governador local, el general José de San Martín. Però aquesta revolta es va circumscriure a la persona d'Alvear i Mendoza, o millor dit, la Província de Cuyo es va mantenir fidelment sotmesa al govern central.
En canvi, el federalisme de fet a la Província de Salta, mobilitzada pel cabdill Martin Miguel de Güemes va aconseguir un èxit absolut. No obstant, Güemes mai va trencar formalment amb el Directori. De fet, després del fracàs de la tercera campanya a l'Alt Perú, les forces del governador de Salta es van encarregar de la defensa de tot el país per la frontera nord, la més amenaçada pels atacs realistes.

### La victoria federal es consolida
A principis d'abril, Alvear va llençar una poderosa expedició cap a Santa Fe, de més de cinc mil homes sota el comandament del seu ministre de guerra, Francisco Javier de Viana. Aquest havia de passar després a la Banda Oriental o a Córdoba. Viana va enviar al coronel Ignacio Álvarez Thomas com a avantguarda a ocupar San Nicolás de los Arroyos i Rosario. Estant a la posta de Fontezuelas, possiblement l'actual ciutat de Pergamino, Ignacio Álvarez Thomas es va pronunciar en contra d'alvear, anunciant que es negava a utilitzar les seves forces en una guerra civil i que comptava amb el suport de tots els seus oficials i soldats. Suggestivament, uns dies abans havia rebut la visita d'un enviat d'Artigas, amb el que hi va tenir una entrevista a soles.
Uns dies més tard, Ignacio Álvarez Thomas va fer arrestar a Viana. Va assegurar a Artigas que firmaria un tractat de pau amb ell i que aconseguiria la reunió d'un congrés vertaderament representatiu, i va retrocedir fins a Buenos Aires. Va trobar la ciutat convulsada, amb moviments militars que demanaven la deposició d'Alvear, i s'hi va unir, reduint les forces lleials acampades a Olivos. Uns dies després Alvear va renunciar i al seu lloc, el cabildo elegiria al general Rondeau, i com aquest estava a la campanya a l'Alt Perú, van nombrar provisionalment com a delegat seu, a Ignacio Álvarez Thomas.
L'assemblea es va dissoldre. Els personatges més notables de la Lògia Lautaro van ser deportats i els oficials que havien lluitat contra Artigas li van ser enviats perquè disposés d'ells. Però els va posar en llibertat explicant-los-hi que ell no era "el botxí de Buenos Aires".
En quinze mesos, Artigas havia aconseguit passat de la humiliació a la victòria quasi absoluta. Dominava per complet les províncies de Corrientes, Entre Ríos, Misiones i la Oriental, i era un ferm aliat de les províncies de Córdoba i Santa Fe, i podia considerar al nou govern nacional com un aliat més o menys lleial. Fins i tot s'havia convocat a un nou congrés nacional, amb garanties de que els diputats serien elegits lliurement per cada província i que es reuniria en una ciutat de l'interior. Seria l'anomenat Congrés de Tucumán.

## El Directori contra els Federals

### Ofensiva directorial del 1815
Artigas va convocar l'anomenat Congrés d'Orient, una organització rudimentària amb representants de totes les províncies litorals, que pretenia legislar per a totes aquestes províncies. Aquest congrés es va abocar a firmar la pau amb el govern nacional.
En compliment dels pactes a Fontezuelas, Artigas va enviar quatre representats a signar un tractat d'aliança amb el nou Director - S'havia abandonat el títol de Suprem - Àlvarez Thomas. Al arribar, aquestes es van trobar amb evasives del govern; Setmanes més tard van presentar una protesta formal per la falta d'avenços en les negociacions. Se'ls hi va dir que serien allotjats en un lloc més còmode i segur: Un buc al riu; Havien estat arrestats. Uns dies més tard arrestaven també a Mariano Vera, enviat pel governador Candioti a Buenos Aires per a demanar armes amb les quals enfrontar-se a l'amenaça dels indis.
En aquells mateixos dies va partir una divisió sota el comandament de Juan José Viuamonte a apodera-se de la ciutat de Santa Fe. Els habitants de la ciutat, no només no tenien res per a defensar-se, sinó que a més el governador Candioti estava molt malalt i feia setmanes que no governada. De forma que van haver d'acceptar que Viamonte ocupés la ciutat.
Candioti va morir l'endemà de la entrada de Viamonte; Negociant hàbilment entre el cabildo local i una junta de representats, el 28 d'agost, Viamonte va fer elegir governador a Juan Francisco Tarragona, que immediatament va anunciar que la província tornava a quedar subjecta a la de Buenos Aires.
Unes setmanes més tard, Álvarez Thomás li va explicar sincerament a Artigas que havia arrestat als diputats, perquè si els hagués deixat en llibertat l'haguessin avisat de que enviava un exèrcit a Santa Fe. El cabdill va retirar indignat als seus representants de Buenos Aires.

### Santa Fe reconquereix la seva autonomia
A Córdoba, separada dels 'pobles lliures' per la reconquerida Santa Fe, les posicions moderades van començar a prevaldre sobre el discurs de màxima pressió contra el govern central. El mateix governador Díaz va mantenir molt bones relacions amb el Director Álvarez Thomas i va organitzar les reunions entre San Martín i Pueyrredón, a través de les quals es va plasmar la idea d'organitzar l'exèrcit dels Andes i alliberar al Perú a través de Xile.
El centre neuràlgic de la lluita al litoral es va situar a la Província de Santa Fe, que tenia una particular importància estratègica pel seu port fluvial. Amb prou feines assumit el poder per les autoritats derivades del motí de Fontezuelas, un contingent militar comandat pel general Juan José Viamonte va ingressar a aquesta província i va ocupar la capital de la ciutat de Santa Fe el dia 25 d'agost del 1815, davant de les protestes del governador artiguista Francisco Antonio Candioti i el Cabildo. La ocupació de Santa Fe pels homes de Viamonte va ser decididament violenta; Diversos gautxos que havien participat de la revolta federal van ser assassinats i els soldats van saquejar els comerços dels simpatitzants de Candioti. L'oposició va començar a gestar-se immediatament, però a causa de la divisió dels grups dirigents entre partidaris i enemics d'Artigas, en aquells moments no va poder exterioritzar-se. Les milícies provincials, mentrestant, es dedicaven a rebutjar els avenços dels indis del Chaco, que havien arribat diversos cops als voltants de la ciutat.
Dos dies després es va produir la mort de Candioti, i les tropes ocupants van designar com a governador unitari Juan Francisco de Tarragona. El retorn de Mariano Vera desdeBuenos Aires va accelerar les conspiracions, i quan Viamonte va enviar dos contingents a l'Exèrcit dels Andes, van decidir que havia arribat el moment. La insurrecció va començar al Fort d'Añapiré, on es va sublevar el comandant Estanislao López. Vera s'hi va unir a ells i a les milícies de Coronda, amb les quals van assetjar la ciutat. A més es van apoderar de dos vaixells de guerra, amb els quals van bloquejar el port i van rebre l'ajuda de José Francisco Rodríguez des de Paraná. Després de diversos dies d'uns combats sagnants, Viamonte va capitular el 31 de març del 1816. Com a condició per a poder retirar-se, se li va imposar entregar totes les seves armes. Però quan les van retirar els federals van comprovar que havien estat destruïdes per ordre de Viamonte. Aquest va acabar pres al campament d'Artigas.
El Director interí Ignacio Álvarez Thomas va enviar llavors sobre la Província, un exèrcit que comandava el general Eustaquio Díaz Vélez i a l'Exèrcit del Nord, sota la conducció del general Manuel Belgrano. El comandant de San Nicolás, Díaz Vélez, va avançar cap a Santa Fer per ordre de Belgrano, mentre aquest s'establia a Rosario. El guardonat general de les lluites anticolonialistes arribava al front amb tres mil homes, i es mostrava ple d'optimisme. Ell mateix afirmà en un dels seus oficis:
| « | Aquesta guerra no té transacció. Els que estan al meu davant són gent de desordre i correran tant bon punt vegin les meves tropes | » |

Díaz Vélez es va adavantar a les seves forces i va marxar sol fins a Santo Tomé, on va firmar amb Cosme Maciel i Mariano Ezpeleta, comandants de les forces de Santa Fe, el Pacte de Santo Tomé el 9 d'abril. Amb aquest es reconeixia l'autonomia de Santa Fe, se separava del comandament de l'exèrcit a Belgrano - que no s'hi va negar perquè volia anar-se'n com més aviat millor a assumir el comandament de l'Exèrcit del Nord - i la deposició d'Álvarez Thomás. Aquest va ser substituït per Balcarce, i més tard per Pueyrredón.
També s'acordava que s'havia de signar un nou tractat definitiu; Els representants del govern de Buenos Aires es van reunir a Rosario amb el representant del Congrés de Tucumán, Miguel Calixto del Corro, i amb els de Santa Fe, Maciel Ezpeleta i Seguí. Tots ells van esperar la resposta del nou Director Suprem i del Congrés de Tucumán.
Inesperadament, Pueyrredón va respondre que no podia acceptar la separació de Santa Fe de Buenos Aires; El Congrés seguint les ordres, va rebutjar el tractat. Va exigir el reconeixement immediat de la seva pròpia autoritat sense concedir res a canvi, i sense que se li haguessin incorporat els diputats de les províncies federals. Fins i tot el diputat enviat per Santa Fer al Congrés, Seguí, va ser arrestat. No se li va permetre marxar a Tucumán fins que el governador Vera hagués acceptat les condicions imposades.
Artigas va anunciar que no enviava als diputats de les seves províncies aliades fins que no es ratifiqués el Pacte de Santo Tomé, que havia de demostrar la bona voluntat del Directori. D'aquesta forma, les províncies del Litoral no van estar representades a la Declaració de la Independència de l'Argentina.
Pueyrredón va ordenar llavors una tercera invasió sobre Santa Fe; Díaz Vélez va arribar pel Riu Paranà i es va apoderar de la ciutat el 4 d'agost. Però els habitants de Sant Fe, van retirar totes les seves tropes dels voltants i van assetjar la ciutat, atacant-la totes les nit i deixant-la sense queviures. Per sorpresa, Díaz Vélez va abandonar la ciutat el 31 d'agost, també pel riu.
A pesar dels conflictes entre el directori i Santa Fe, durant l'any 1817 no hi van haver noves hostilitats.

### La invasió portuguesa i les seves conseqüències
A Montevideo, el govern d'Otorgués va ser molt negatiu i la major dels Espanyols van ser expulsats. La població de Montevideo va demanar el relleu d'Otorgués i el cabildo va decidir substituir-lo per Miguel Barreiro, un advocat partidari d'Artigas. Des de llavors la ciutat es va mantindre en pau i Artigas va poder dur a terme un govern progressista i democràtic a l'interior de la Província Oriental. Va fer profundes reformes socials i va repartir les terres, les vaques i els bens mobles dels emigrats entre els pobres.
Alguns dels seus homes van fer algunes corregudes pel sud de Brasil, però es van tractar de fets aïllats, a més d'actes d'ocupació en diferents punts d'una frontera en disputa i mal definida. Però amb la excusa de les depredacions que haurien fet els artiguistes, els portuguesos van presentar queixes davant del govern de Montevideo i el de Buenos Aires.
Els espanyols emigrats van establir-se a Río de Janeiro. Allí van demanar al rei Joan VI de Portugal que residia a la ciutat, la invasió de la Banda Oriental. Animat a fer-ho també per alguns habitants del Riu de la Plata com Manuel José García, el doctor Tagle i Nicolás Herrera, el rei va iniciar a l'agost del 1816 una sèrie d'atacs al nord de la Banda Oriental. Llavors es va desenvolupar una guerra internacional, una guerra d'independència pel que no es pot considerar guerra civil. Però les seves causes, van ser almenys en part, purament internes i derivades del conflicte del Directori amb Artigas trama que va deixar als orientals sols.
A principis del 1817 la invasió es va generalitzar amb més de deu mil soldats ben equipats i armats. L'avenç portuguès es va fer incontenible. A mitjans del mateix any, el general portuguès Carlos Frederico Lecor va fer una entrada triomfal a Montevideo. Les forces d'Artigas continuaven resistint cada cop més debilitades, però la popularitat del cabdill feia que sempre puguèssin refer-se.

### La derrota federal a l'interior
El govern federal cordovès s'enfrontava a la resistència del Directori amb poques possibilitats d'èxit. No podia comptar amb cap ajuda eficaç dels federals del litoral, tenia relacions cada cop pitjors amb el govern centra, enfrontava una oposició radical en un mateix territori, i havia perdut a La Rioja, que s'havia sotmès al Directori.
Una última Sublevació autonomista de Borges a Santiago del Estero, vençuda a finals del 1816 i per la que el coronel Juan Francisco Borges va ser executat, va empitjorar encara més les relacions dels federals de l'Interior amb el Directori.
L'oposició dels diputats cordovesos al trasllat del Congrés de Tucumán a Buenos Aires i les desavinences entre els federals partidaris d'Artigas i els de Díaz va desencadenar la repressió del Directori sobre Córdoba.
Díaz va ser substituït al govern pel Directori Ambrosio Funes, i després d'alguns mesos en els quals els federals van intentar una resistència desesperada, el nou governador Manuel Antonio Castro, nomenat pel Director Suprem va tornar a la província a la completa submissió al govern central.
No obstant, les montoneres a l'est i al sud-est de Còrdova van continuar fent aparicions esporàdiques. La crueltat amb la que eren tractats els montoners capturats no els va fer callar. Durant més de dos anys van continuar atacant esporàdicament les posicions de l'exèrcit del Directori, unint a les seves forces als desertors d'aquest.

### La guerra a Entre Ríos
Les successives derrotes sofertes per Artigas a la resistència contra la invasió portuguesa, va determinar que alguns dels seus cabdills a la província - Hereñú, Samaniego, Gervasio Correa - busquessin un acord amb Buenos Aires. A finals del 1817, Pueyrredón va enviar armes al comandant Eusebio Hereñú de Paraná, fet que Artigas va interpretar com una insubordinació del cabdill d'Entre Ríos. Hereñú va ser deposat, amb el que la influència d'Artigas es va fer encara més gran a aquesta província clau. Tant bon punt Hereñú va abandonar la ciutat, es va posar d'acord amb els altres cabdills del sud de la província, Samaniego, Correa i Carriego.
Durant mesos es van anar succeint operacions a l'interior de la província, sense enfrontament seriosos, fins que el Director va enviar en auxili d'aquests, una expedició sota el comandament del coronel Luciano Montes de Oca. Aquest va desembarcar a prop de Gualeguay i va iniciar l'avenç cap a l'interior de la província, però va ser atacat per sorpresa i derrotat per Gorgonio Aguiar a Santa Bárbara, el 4 de gener del 1818. Montes de Oca va abandonar ràpidament la província.
Samaniego i Hereñú van aconseguir prendre la ciutat de Paraná, d'on van ser expulsat per Aguiar el 16 de febrer. D'aquesta forma, Hereñú i Correa van passar a Santa Fe incorporant-se a l'Exèrcit d'Observació de Buenos Aires.
El 22 de març va desembarcar el coronel Marcos Balcarce a Paraná amb cinc-cents homes i es va unir als quatre cabdills del Directori. Immediatament va començar el seu avenç cap a l'interior de la província, però va ser atacat el dia 25 i va ser completament derrotat a Saucesito per Francisco Ramírez. Els derrotats van abandonar la província.
El 10 d'octubre Hereñú va intentar un nou atac a Paraná des del riu, però va ser rebutjat per Ricardo López Jordán, mig germà de Ramírez. A finals d'any va reaparèixer Correa, però va ser derrotat a Ñancay per Ramírez el 5 de gener del 1819.
La província va quedar firmament en mans de Francisco Ramírez. Aquest no era el governador, sinó que solament era el comandant de Concepción del Uruguai, subordinat d'Artigas. A Paraná, mentrestant, van exercir la comandància Vera, novament Rodríguez i després Romualdo García.

### Conflictes interns a Corrientes
Després de la mort de Perugorría, semblava que la pau regnava a Corrientes, sòlidament federal, i l'únic conflicte a solucionar era mantindre l'ordre a les forces militars, molt indisciplinades. El nou governador José Silva va armar dos vaixells amb petits canyons i els va col·locar en defensa dels ports de Corrientes i Goya. Poc després va interrompre el trànsit naval amb Buenos Aires, fet que va ser respost amb breus atacs navals d'aquests.
La Invasió portuguesa va arribar també al territori de Corrientes, passant per Misiones. Els habitants de Corrientes es van negar a defensar als indígenes Guaranís, pel qual aquests van fer diverses corregudes per l'interior de Corrientes - Recordem que Misiones arribava fins a prop de l'actual Paso de Los Libres.
L'arribada del exgovernador Méndez al maig del 1818 va iniciar un enfrontament provincial, com havia passat a Entre Ríos: Els capitans Francisco Vedoya i Miguel Escobar es van barallar per ser els primers a derrocar a Méndez. El vencedor va ser Escobar i Méndez va ser derrocat; En u principi Vedoya va acordar amb ell el repartiment del poder, però els homes d'Escobar el van abandonar i Vedoya el va atacar i derrotar junt al Riu Corriente.
Escobar es va refugiar a Curuzú Cuatiá junt a l'Irlandès Pedro Campbell i en la seva ajuda va venir el cacic Andrés Guazurarí, l'afillat d'Artigas. Després d'una sèrie de combats contra Vedoya i els seus seguidors va ocupar la ciutat de Corrientes el 16 d'agost amb set-cents Guaycurúes. Durant la seva ocupació el cacic guaraní no es va comportar amb crueltat però va humiliar a les seves classes dirigents, obligant-les a obeir i no reverenciar a un indi durant deu mesos. Quan es va retirar, va reaparèixer Miguel Escobar que va aconseguir ocupar la capital, però unes setmanes més tard les seves forces van ser massacrats. Abipones i Guaycurús havien començat a migrar des del Chaco des del 1814 amb permís d'Artigas a canvi d'aportar guerrers a les seves forces. Dos anys després van establir una colònia agrícola a prop de Purificación gràcies a la intervenció del cabdill, doncs el cabildo de Corrientes es negava a cedir-los-hi terres acusant-los de llençar maloques contra les seves hisendes. Al cabdill també se li havien sumat massivament guaranís, xarrues i minuans a les seves forces. La campanya de la Banda Oriental estava poblada per nombrosos clans de Xarrúes, Minuans i Guaranís (tribus autòctones de sud-amèrica) que havien abandonat les reduccions, que havien adoptat l'ús del cavall i s'alimentava de l'abundant ramat cimarró que allí hi vivia. El moviment artiguista va aconseguir la seva principal base de recolzament entre les regions de majoria indígena o mestissa, especialment aquelles on havien migrat la major quantitat de guaranís de la reducció des de l'expulsió de jesuïtes.
Mentrestant Campbell es va ficar al comandament de la flotilla federal, amb la que va fer una campanya a Santa Fe que va acabar en un desastre. Però va aconseguir reunir una segona flota, amb la que va atacar el 26 de desembre al comandant naval de Buenos Aires Ángel Hubac davant del Riu Colastiné. Hubac va resultar vencedor però va morir a l'atac. Els homes de Campbell van quedar drets, i van passar a formar una part de la cavalleria que lluitaria a la Batalla de Cepeda.

### Cinquena invasió de Santa Fe
Mentre Artigas i els seus homes lluitaven contra la invasió portuguesa, el governador Vera es mantenia en pau amb el govern de Buenos Aires, en part responsable d'aquesta invasió. La pressió d'Artigas perquè l'ajudessin en la seva lluita no va tenir resultat, pel qual es va formar un grup opositor al governador, partidari de col·laborar amb el cabdill oriental. Aquest va organitzar una revolució el 14 de juliol del 1818 i el va obligar a cridar a un cabildo obert que, inesperadament va reelegir a Vera per una gran majoria.
Però Vera que no va voler una guerra civil a la província, es va retirà a Paranà. La situació era anàrquica, però el 23 de juliol va entrar Estanislao López a la ciutat i es va nombrar a si mateix governador. Més tard seria elegit pel cabildo i tindria un enorme suport popular.
Alguns dels homes de Vera i fins i tot alguns dels seus opositors, van quedar descol·locats amb aquest final i es van traslladar a Rosario. L'alineament amb l'artiguisme per part de López va determinar que Pueyrredón a finals del 1818 enviés un noun exèrcit sota el comandament de Juan Ramón Balcarce de cinc mil soldats amb bons pertrets, ubicat a San Nicolàs. Balcarce va rebre instruccions del ministre Gregorio Garcia de Tagle d'avançar cap a Santa Fe. Després d'una fugaç ocupació de la capital de Santa Fe, Balcarce va haver de retrocedir causant destrosses, estralls i una gran depredació del bestiar, el que va provocar un considerable augment del seu desprestigi. Per una altra banda, Pueyrredón també va cridar a la seva ajuda a l'Exèrcit del Nord que comandava Belgrano i altres tropes comptabilitzaven un total d'uns set mil homes, dels quals es va desprendre una columna al comandament de Juan Bautista Bustos per atacar també la província per l'oest. Aquest va retrassar les operacions fins al novembre, però tenia l'avantatja de sorprendre a López entre dos focs: Un dels dos exèrcits tornaria sens dubte a la ciutat de Santa Fe.
Pueyrredón va ordenar també a San Martín que acudís des de Xile per a participar en aquest combat, però l'alliberador es va negar a obeir. Mentre que López va avençar cap al sud de la província ràpidament, amb el qual va retrassar l'avenç de Balcarce. Pocs dies més tard va eludir les avançades de Exèrcit del Nord i va aparèixer de sobte a Fraile Muerto a la província de Còrdova, davant a les forces de Bustos. El 8 de novembre els montoners van ser rebutjats per la defensa de Bustos després d'un setge de carretes, però es van endur tots els cavalls de recanvi i les vaques de consum. Bustos no havia estat derrotat però quedava immobilitzat.
Ràpidament López va tornar contra l'Exèrcit de Balcarce, que ja havia ocupat Rosario i avançava cap a Santa Fe amb uns tres mil set-cents homes. El dia 17 va derrotar a l'avançada de cavalleria d'aquest a El Carrizal, i tres dies més tard va començar a atacar amb guerrilles a l'exèrcit directorial. A pesar que Balcarce va voler obligar-lo a una batalla frontal, només va aconseguir quedar aïllat al camp, sense cavalls ni aliments. De totes maneres, va aconseguir arribar al Riu Salado, on el coronel Rafael Hortiguera va aconseguir vèncer als federals al Paso de Aguirre, amb el que Balcarce va ocupar la capital.
D'allí va enviar Hortiguera a perseguir a López cap al nord, però aquest el va destrossar al Monte Aguiar, a nou llegues d'allí. Balcarce va quedar en una ciutat assetjada, sense cavalleria i sense aliments. Uns dies més tard va començar la retirada, destruint-ho tot al seu pas i robant els ramats que trobava. En part aquest va ser recuperat pels federals, però les pèrdues van ser enormes. Balcarce es va tancar a Rosario i va resistir quasi un mes els atacs federals.
Per aquelles dates, Belgrano escriuria:
| « | És urgent finalitzar aquesta guerra per qualsevol medi; Tot és desolació i misèria. Per aquesta guerra ni tot l'exèrcit de Xerxes és suficient (...) No havien corregut cap als que teníem davant, que ja tornaven a situar-se a la nostra rereguarda i pels costats (...) D'on traiem cavalls per a córrer per tot arreu i amb efecte? (...) l'exèrcit sota el meu comandament no pot acabar-la (aquesta guerra); Podrà contenir-la d'alguna forma, però posar-li fi no hi arribem, si no és per un adveniment | » |

El 29 de gener del 1819 l'exèrcit directorial s'embarcava cap a Buenos Aires, però abans van incendiar la vil·la del Rosario. Un exèrcit anomenat nacional havia destruït completament una vil·la en una província rebel.

### Sisena invasió a Santa Fe
Poc després acampava a les runes de Rosario el general Viamonte, al capdavant de dos mil cinc-cents homes. Repetint l'estratègia que ja havia fracassat, també van ser mobilitzats vuit-cents homes de l'Exèrcit del Nord sota el comandament de Bustos, acompanyat aquest cop pels coronels José María Paz i Lamadrid.
López va repetir la seva estratègia: Va atacar a Bustos a la batalla de La Herradura, sobre el Riu Tercero, on aquest s'havia acantonat amb tres dels seus costats protegits pels rodolons del riu, i al davant per les carretes, intercalades amb canyons. López el va atacar amb dos mil homes - a més de partides de montoners dispersos, que no participaven en les batalles - el 18 de gener. Aquest cop no es va poder endur els cavalls, pel que va repetir l'atac l'endemà. Cada cop que els de Santa Fe es retiraven, eren perseguits per la cavalleria de Lamadrid i Paz, tot i que van ser rebutjats.
La batalla va quedar en empat, tot i que en comparació amb l'anterior va ser menys útil per a López, que a més va perdre a cent cinquanta homes; Per això en general es sol donar la victòria a Bustos.
Llavors, López va fer una cosa més atrevida; Va abandonar el lloc, però no per anar cap a Santa Fe, sinó per anar cap a Còrdova. Allí va poder comprovar que la resta de l'Exèrcit del Nord - Excepte una petita fracció que s'havia quedat a Tucumán - de més de dos mil cinc-cents homes es trobava acantonada a Pilar, sobre el Riu Segundo, sota el comandament de Belgrano. Informat de l'avenç de Buenos Aires, va tornar ràpidament a la seva província. Va tenir temps de donar suport a l'atac dels federals locals al fort del Tio abans d'iniciar les seves accions contra les forces de Viamonte, que per a la seva sorpresa es movien amb extrema lentitud.
Però havia aconseguit, almenys, obligar a Bustos a retrocedir fins a prop de la ciutat de Córdoba. El coronel Hortiguera havia ocupat la vil·la de Coronda, a mig camí entre Rosario i Santa Fe. López el va tornar a derrotar i només després d'aquesta victòria va avançar cap a Rosario. Va assetjar la vil·la destruïda.
Quan estava iniciant el setge de la vil·la, López va rebre una carta interceptada pels seus homes, en les que el Director Suprem ordenava a San Martin abandonar la projectava campanya al Perú per atacar als federals. Llavors es va donar compte de que la guerra de al independència estava perduda, si tant l'exèrcit del Nord com l'Exèrcit dels Andes es dedicaven a la guerra civil. Va enviar alarmat la carta a Viamonte i va iniciar contactes per a la pau.
El tractat de San Lorenzo, firmat el 12 d'abril del 1819 entre Ignacio Álvarez Thomas en representació de Viamonte i Agustín Urtubey en nom de López, i establia:
- Les forces directorials abandonarien la província de Santa Fe.
- Les forces de López s'havien de retirar al nord del Riu Carcarañá.
- Les forces auxiliadores d'Entre Rios, que lluitaven a les ordres de López, tornarien a aquesta província.
- Podrien passar forces nacionals a través del territori de Santa Fe, però només en grups reduïts.
- Establia la possibilitat d'estrendre l'acord a la resta de províncies de la Lliga Federal.

El tractat va ser firmat pel Directori a través del ministre de guerra, Matías Irigoyen.
El tractat havia estat firmat en contradicció amb les disposicions d'Artigas, i aquest es va mostrar disconforme amb aquest pacte, perquè permetia el comerç entre Santa Fe i Buenos Aires, cosa que Artigas havia intentat impedir des del 1817. Aquest tractat va determinar les seves primeres diferències sèries entre López i Ramírez.

## La caiguda del Directori

### El retorn de la guerra civil
Durant els primers mesos del 1819, hi va haver pau entre federals i el Directori; Només es conservaven relativament actives algunes montoneres a Còrdova.
Com a conseqüència de la victòria federal a les províncies, Pueyrredón va presentar la seva renúncia al càrrec del director suprem el 24 d'abril del 1819. Va mantenir, no obstant, el càrrec fins al 10 de juny, quan el congrés va elegir per a substituir-lo a José Rondeau. Tot i que aparentment va intentar en uns primers moments aproximar posicions amb Artigas, a qui va enviar una carta anomenant-li homònim i recordant en un llenguatge afectuós velles lluites dutes a terme en comú. Molt aviat es va fer evident que el nou director no només no canviaria la política hostil davant del federalisme, sinó que a més, estava disposat a reforçar-la. Quan encara era només un cap militar, al 1817 Rondeau va escriure a Lecor sobre:
| « | que es feia cada dia més urgent la necessitat d'acabar amb els enemics comuns i que les tropes portuguesos ocupessin Entre Ríos per a destruir l'anarquisme, els efectes del qual començaven a sentir-se a la Banda, i obviar d'aquesta forma els inconvenients que havien de posar José Artigas i la resta de cabdills al projecte de pacificació del virregnat. | » |

El Director va decidir llavors entendre's amb el governador portuguès Lecor i li va proposar atacar als federals fins al riu Paraná, és a dir, treure'ls d'Entre Ríos i Corrientes.
Rondeau va anunciar a l'ambaixador García aquest pacte, però la carta va caure en mans d'un periodista de Montevideo, que va abandonar la ciutat i la va portar a Artigas. Era José Miguel Carrera, ex-director de Xile i ferotge opositor al Directori. Aquest pretenia arribar d'alguna forma a Xile a venjar la derrota del seu partit a mans de Bernardo O'Higgins i de San Martin i la mort dels seus dos germans, afusellats a Província de Mendoza.
Artigas, indignat amb l'actitud de Rondeau, va enviar còpies de la carta a Francisco Ramíres i Estanislao López. Aquests cabdills, governadors respectivament d'Entre Rios i Santa Fe es van reunir a Coronda, i van acordar trencar l'Acord de San Lorenzo i avançar sobre Buenos Aires amb l'objectiu d'atacar-la i deposar el Directori, i obligar a la resta de províncies a participar en la lluita contra els portuguesos.
El Director va ordenar a San Martín tornar amb el seu exèrcit des de Xile fins a Córdoba per atacar Santa Fe, però aquest va desoberi obertament, continuant la preparació de l'expedició al Perú. Idèntica ordre va rebre Belgrano, comandant de l'Exèrcit del Nord, que va obeir a contracor i es va moure lentament cap al sud. Poc després va deixar el comandament de l'exèrcit en mans del seu segon, el general Francisco Fernández de la Cruz, per raons de salut.
A principis d'octubre, una partida de Santa Fe va aturar un convoi de carretes que es dirigia al nord per a violar una de les disposicions del Tractat de San Lorenzo. Van trobar que allí viatjaven dos diputats del Congrés de Tucumán, que van ser arrestats provisionalment. També viatjava el general Marcos Balcarce, que havia d'intentar convèncer a San Martín de tornar l'exèrcit dels Andes i en cas de negativa presumptament tenien ordre de substituir-lo del comandament amb la finalitat de poder complir la ordre.
López es va posar en moviment i va cridar al seu auxili a Francisco Ramírez, que immediatament va travessar el riu Paraná,portant amb ell a carrera i una premsa. A principis de novembre, Ramírez va atacar la província de Buenos Aires i durant quinze dies va recórrer amb només cinc-cents homes, tot el nord de la província enemiga. Va saquejar els pobles i les cases i va dirigir-se a Santa Fe robant tot el ramat i els cavalls que trobava. D'aquesta forma deixava sense aliments i sense cavalls de re-post a Rondeau, a més de reposar quelcom del que havia perdut a Santa Fe en les incursions d'anys anteriors. A finals de novembre, Ramírez es va instal·lar a Rosario. Allí se li va unir un reforç arribat des de Corrientes, sota el comandament del capità irlandès Campbell. En tot aquest temps, Rondeau estava acantonat a Luján, perfectament inactiu.
Pocs dies més tard, Felipe Álvarez va llençar una gran ofensiva a tot el sud de Córdoba i va prendre el fort de Fraile Muerto. Va ser sorprès per l'avenç de l'Exèrcit del Nord el 24 de novembre, i el general Bustos li va causar setze baixes. De totes maneres, va ocupar la posta de Cruz Alta, abandonant-la poc abans que l'exèrcit passés per allí. Mentrestant, Guevara ocupava novament el fort del Tío.

### El Motí d'Arequito i les seves conseqüències
Sota el comandament del general Fernández de la Cruz, l'Exèrcit del Nord es va posar en marxa cap al sud amb la intenció d'unir-se a l'exèrcit de Rondeau i atacar junts als federals. Però al arribar a la posta d'Arequito el 8 de gener del 1820, el general Bustos, amb el suport dels coronels Alejandro Heredia i José María Paz, va dirigir la revolta general dels cossos militars. Van anunciar a Fernández de la Cruz que es negaven a continuar amb la guerra civil i tornaven al front nord. Explícitament es van declarar neutrals en l'enfrontament entre els federals i el directori, per no ser acusats d'haver-se passat al bàndol enemic.
Després d'una sèrie de discussions en que quasi van arribar a un enfrontament, Bustos va obligar a Fernández de la Cruz a entregar-li el seu exèrcit i el seu armament, i va arrestar al seu ex-cap i a alguns dels seus oficials.
L'endemà, Bustos va iniciar el retorn a Córdoba i va escriure a López i a Rondeau, explicant-los-hi les causes del que havia passat i els seus plans de tornar al nord. En una d'aquestes cartes aclarava que:
| « | Les armes de la Pàtria, distretes del tot del seu objectiu principal, ja no s'utilitzaven sinó en vessar sang dels conciutadans, dels mateixos la suor i treball de la qual els assegurava la subsistència | » |

El 19 de gener va renunciar el governador Castro. Un cabildo obert va nombrar com a successor a Javier Díaz, de forma interina. Bustos i l'Exèrcit del Nord van ser rebuts de forma triomfal. Poc després, Bustos va ser el guanyador electe a governador.
A finals del 1819 va esclatar una revolució a la Província de Tucumán que incloia a les províncies de Santiago del Estero i Catamarca, amb el que aquestes van quedar separades de la obediència del Directori.
Quasi a les mateixes dates del Motí d'Arequito, una divisió de l'Exèrcit dels Andes, atrinxerada a San Juan, es va rebel·lar contra l'autoritat local. Van deposar el tinent governador i van precipitar l'autonomia de Mendoza i San Luis, separant-les de la obediència del Directori i dissolent a més la Província de Cuyo.
Quan va arribar el moment d'enfrontar-se amb els cabdills federals, Rondeau no tenia cap autoritat fora de la Província de Buenos Aires.

### Cepeda
Al saber de la primera invasió de Ramírez, Rondeau no havia fet res, ja que esperava a l'Exèrcit del Nord. Sorprenentment, un cop va comprovar que aquest mai arribaria, just quan la situació se li tornava més en contra, va decidir avançar cap a l'enemic al capdavant d'un exèrcit de dos mil homes.
L'1 de febrer van sortir a trobar-lo mil sis-cents soldats de cavalleria, uns sis-cents d'Entre Rios, una quantitat similar de Santa Fe i quatre-cents de Corrientes. El comandament federal estava compartit, però és probable que l'hagués assumit Ramírez.
Un greu error tàctic de Rondeau va permetre als federals vençe'l amb molta facilitat. La batalla va durar uns deu minuts. Tota la cavalleria va desaparèixer arrossegant a Rondeau en la seva fugida.
Ramírez va intentar que el cap de la infanteria, Juan Ramón Balcarce es rendís, però aquest es va limitar a retirar-se ordenadament cap a San Nicolás de los Arroyos. Alguns federals van començar a tirotejar-los però Ramírez va ordenar suspendre l'atac, ja que necessitava al seu exèrcit viu per a lluitar contra els portuguesos.
López i Ramírez van enviar una nota al poble de Buenos Aires, donant-li un termini de vuit dies per a deliberar sobre la seva sort i comunicar-los-hi la seva decisió als caps vencedors. Complert el termini, van avançar cap a la capital, anunciant que no anaven amb la intenció de conquerir-los, sinó a salvaguardar les seves institucions, deixant-los en plena llibertat perquè elegissin en plena llibertat el govern que els convingues. Només esperaven l'anunci de que els habitants de Buenos Aires es governaven lliurement per abandonar el territori de la província germana.

### El Tractat del Pilar
Rondeau va aconseguir arribar a Buenos Aires i fer-se càrrec del seu lloc. Però ja era tard. El general Miguel Estanislao Soler, cap de l'exèrcit de Reserva, format per vells, esguerrats i novells - instal·lat a Pont de Márquez va exigir al cabildo de Buenos Aires que dissolgués el congrés nacional i enderroqués al Director. La petició era refrendada per diversos caps militars, com 
Hilarión de la Quintana, Florencio Terrada, Manuel Guillermo Pinto, Manuel Pagola i Ángel Pacheco.
L'11 de febrer, Rondeau renunciava al seu càrrec. El Congrés de Tucumán es va considerar dissolt i els seus diputats van fugir a les seves províncies.
La pressió de López i Ramírez va aconseguir que el primer governador autònom de Buenos Aires fòs Manuel de Sarratea, que havia vingut amb els cabdills i a qui aquests havien enviat a la ciutat a aconseguir la caiguda del Director. Aquest va firmar amb López i Ramírez el Tractat del Pilar el 23 dfe febrer del 1820, pel qual s'establia la pau i es convocaven a les províncies a un nou congrés, a celebrar-se a San Lorenzo. Per una clàusula secreta, s'acordava la entrega d'armament als exèrcits invasors.
Però entre la batalla i el tractat va haver-hi una novetat, que ho canviaria tot. Havia arribat al campament federal la notícia de la derrota d'Artigas a la batalla de Tacuarembó, el 29 de gener. Arrel d'aquesta, s'havia evacuat la banda Oriental cap a Corrientes.
Per això, al tractat es deixava a criteri posterior dels signants la col·laboració amb la guerra contra Portugal i s'invitava a Artigas, amb prou feines nomenat com a governador de la Província Oriental, adherir-se al tractat.
Poc després entraven a la ciutat els caps federals, que es van portar respectuosament i van ser ben tractats pels nous governants. Van creure que la humiliació de la derrota era suficient per a garantir la pau en peu d'igualtat.
Però des d'aquell moment, la ciutat de Buenos Aires va quedar submergida en l'anomenada Anarquia de l'Any XX, que involucraria nous enfrontament amb les províncies del Litoral.

## Conseqüències
Com a conseqüències d'aquesta llarga guerra civil que va durar sis anys, es pot mencionar:
- La caiguda del govern del Directori.
- L'autonomia provincial de les províncies de Corrientes, Entre Ríos i Santa Fe, que ja no dependrien de Buenos Aires
- La igualtat, almenys teòrica, dels drets d'autogovern dels pobles de cadascuna d'aquestes províncies.
- L'autonomia nominal de la Província Oriental; Aquesta no podia ser aplicada,perquè es trobava envaïda per Portugal. Quan fos novament aplicada, per mitjà de la Guerra del Brasil i els tractats que li posarien punt final, es convertiria en la independència absoluta de la República Oriental de l'Uruguai
- El règim federal de govern per a tota l'Argentina. Aquest seria ignorat encara alguns anys pels unitaris, però finalment prevaldria.

Aquesta guerra seria només la primera de les Guerres Civils Argentines. La definitiva configuració política de l'Argentina obligaria a les seves províncies a combatre entre si durant uns altres seixanta anys, fins a la pacificació definitiva al 1880.